# گمینا اوستروو
گمینا اوستروو (به لهستانی:  Gmina Ostrów) یک گمینا در لهستان است که در شهرستان روپچتس-سنجشوف واقع شده‌است. گمینا اوستروو ۹۶٫۶۲ کیلومتر مربع مساحت و ۶٬۸۰۸ نفر جمعیت دارد.